# 各務原東郵便局
各務原東郵便局（かかみがはらひがしゆうびんきょく）は岐阜県各務原市にある郵便局。民営化前の分類では集配普通郵便局であった。

## 概要
- 住所：〒509-0199 岐阜県各務原市鵜沼東町4-22

## 沿革
- 1874年（明治7年）3月1日 - 鵜沼郵便取扱所として開設[1]。
- 1875年（明治8年）1月1日 - 鵜沼郵便局（五等）となる。
- 1883年（明治16年）8月 - 貯金取扱を開始。
- 1894年（明治27年）1月1日 - 為替取扱を開始。
- 1956年（昭和31年）5月11日 - 苧ヶ瀬郵便局[2]から電話交換事務の取扱を移管[3]。
- 1964年（昭和39年）12月1日 - 国内欧文電報受付・配達および国際電報受付・配達の各業務を、那加電報電話局に移管。
- 1965年（昭和40年）8月21日 - 電話交換事務を各務原電報電話局に移管。
- 1967年（昭和42年）11月27日 - 各務原苧ヶ瀬郵便局および各務原駅前郵便局から、和文電報配達事務を移管。
- 1974年（昭和49年）11月25日 - 各務原市鵜沼中町から同市鵜沼東町四丁目に移転。
- 1977年（昭和52年）8月1日 - 特定郵便局から普通郵便局に局種別改定するとともに、各務原東郵便局に改称。
- 1982年（昭和57年）2月17日 - 和文電報配達業務を岐阜電報電話局に移管。
- 2000年（平成12年）8月14日 - 外国通貨の両替および旅行小切手の売買に関する業務取扱を開始。
- 2007年（平成19年）10月1日 - 民営化に伴い、併設された郵便事業各務原東支店に一部業務を移管。
- 2012年（平成24年）10月1日 - 日本郵便株式会社発足に伴い、郵便事業各務原東支店を各務原東郵便局に統合。

## 取扱内容
- 郵便、印紙、ゆうパック、内容証明
- 貯金、為替、振替、振込、国際送金、国債、投資信託
- 生命保険、バイク自賠責保険、自動車保険、がん保険、引受条件緩和型医療保険
- ゆうちょ銀行ATM
- 「509-01xx」区域（各務原市域の一部）の集配業務
- ゆうゆう窓口

## 周辺
- 日本ラインうぬまの森
- 木曽川

## アクセス
- 名鉄各務原線 鵜沼宿駅から北東へ約900m（徒歩で約10分）、JR高山本線 鵜沼駅もしくは名鉄各務原線 新鵜沼駅から北西へ約1.2km（徒歩約14分）。
- 岐阜バスコミュニティ 鵜沼東町停留所、各務原市ふれあいバス 鵜沼東町1丁目停留所下車。
- 東海北陸自動車道 岐阜各務原ICから東へ約12km、東海環状自動車道 美濃加茂ICから南西へ約15km、中央自動車道 小牧東ICから北西へ約14km、東名高速道路・名神高速道路 小牧ICから北へ約13km。
- 国道21号（坂祝バイパス）鵜沼ICから南へ。
- 駐車場あり：9台。